# Colorful Daegu Championships Meeting
De Colorful Daegu Championships Meeting is een jaarlijkse atletiekwedstrijd die wordt gehouden in Daegu (Zuid-Korea). De wedstrijd vindt plaats in het Daegu Blue Arc Stadion. De wedstrijd werd voor het eerst georganiseerd in 2005. De Colorful Daegu Pre-Championships Meeting, zoals het in de eerste jaren heette, werd opgericht door de Zuid-Koreaanse atletiekbond om een grotere kans te maken de wereldkampioenschappen atletiek 2011 te organiseren. Dit WK werd uiteindelijk ook in Daegu georganiseerd.
De Colorful Daegu Championships Meeting behoort sinds de oprichting van de IAAF World Challenge in 2010 tot dit internationale atletiekcircuit. Sinds de intreding tot IAAF World Challenge vindt de wedstrijd plaats in het midden van mei. Voor 2010 werd de wedstrijd eind september of begin oktober georganiseerd. Meestal zijn er inclusief juryleden rond de 200 deelnemers aan de Colorful Daegu Championships.

## Programma
| Jaar | 100 | 200 | 400 | 800 | 1500 | 5000 | 110 h | 400 h | 3000 s | ver | hss | hoog | kogel | speer | 4x400 |
| ---- | --- | --- | --- | --- | ---- | ---- | ----- | ----- | ------ | --- | --- | ---- | ----- | ----- | ----- |
| 2005 | X   | X   |     | X   |      | X    | X     |       |        |     | X   |      |       | X     |       |
| 2006 | X   | X   |     | X   | X    | X    | X     | X     |        |     | X   | X    |       | X     |       |
| 2007 | X   | X   |     | X   |      | X    | X     | X     |        |     | X   |      |       | X     |       |
| 2008 | X   | X   |     | X   |      | X    | X     | X     |        |     | X   |      |       | X     |       |
| 2009 | X   | X   |     | X   |      | X    | X     | X     |        |     | X   |      |       | X     |       |
| 2010 | X   | X   | X   | X   |      |      | X     |       | X      |     | X   |      |       | X     |       |
| 2011 | X   |     | X   | X   |      |      | X     | X     | X      |     | X   |      |       | X     |       |
| 2012 | X   |     | X   | X   |      |      | X     |       |        | X   |     | X    | X     | X     | X     |

| Jaar | 100 | 200 | 800 | 1500 | 100 h | 3000 s | ver | hoog | pols | kogelsl. | speer |
| ---- | --- | --- | --- | ---- | ----- | ------ | --- | ---- | ---- | -------- | ----- |
| 2005 | X   |     | X   | X    | X     |        | X   |      | X    |          | X     |
| 2006 | X   |     | X   | X    | X     |        | X   |      | X    | X        | X     |
| 2007 | X   | X   |     | X    | X     | X      | X   |      | X    | X        | X     |
| 2008 | X   | X   |     | X    | X     | X      | X   |      | X    | X        | X     |
| 2009 | X   | X   | X   | X    | X     |        | X   |      | X    |          | X     |
| 2010 | X   | X   | X   | X    | X     |        | X   |      | X    | X        |       |
| 2011 | X   | X   |     | X    | X     |        | X   | X    | X    | X        |       |
| 2012 | X   | X   |     | X    | X     |        | X   |      | X    | X        |       |

## Meetingrecords
| Onderdeel            | Prestatie          | Atleet               | Nationaliteit | Datum             |
| -------------------- | ------------------ | -------------------- | ------------- | ----------------- |
| 100 m                | 9,86 s (+0,1 m/s)  | Usain Bolt           | JAM           | 19 mei 2010       |
| 200 m                | 19,65 s (±0,0 m/s) | Wallace Spearmon     | USA           | 28 september 2006 |
| 400 m                | 44,72 s            | Kirani James         | GRN           | 16 mei 2012       |
| 800 m                | 1.43,51            | Mohammed Aman        | ETH           | 16 mei 2012       |
| 1500 m               | 3.53,09            | Philemon Kimutai     | KEN           | 28 september 2006 |
| 5000 m               | 13.24,92           | Joseph Kitur Kiplimo | KEN           | 25 september 2009 |
| 110 m horden         | 13,11 s (−0,2 m/s) | David Oliver         | USA           | 19 mei 2010       |
| 400 m horden         | 48,72 s            | Louis Jacob van Zyl  | RSA           | 25 september 2008 |
| 3000 m steeplechase  | 8.12,08            | Hillary Kipsang Yego | KEN           | 12 mei 2011       |
| hoogspringen         | 2,30 m             | Stefan Holm          | SWE           | 28 september 2006 |
| polsstokhoogspringen | 5,56 m             | Brad Walker          | USA           | 2005              |
| verspringen          | 7,99 m (+0,8 m/s)  | Ignisious Gaisah     | GHA           | 16 mei 2012       |
| hink-stap-springen   | 17,50 m            | Aarik Wilson         | USA           | 3 oktober 2007    |
| kogelstoten          | 21,14 m            | Ryan Whiting         | USA           | 16 mei 2012       |
| speerwerpen          | 86,95 m            | Teemu Wirkkala       | FIN           | 25 september 2009 |
| 4 × 400 m            | 3.01,04            | Japan                | JPN           | 16 mei 2012       |

| Onderdeel            | Prestatie          | Atlete                 | Nationaliteit | Datum             |
| -------------------- | ------------------ | ---------------------- | ------------- | ----------------- |
| 100 m                | 10,83 s            | Carmelita Jeter        | USA           | 25 september 2009 |
| 200 m                | 22,38 s (+0,4 m/s) | Allyson Felix          | USA           | 12 mei 2011       |
| 800 m                | 2.00,51            | Kenia Sinclair         | JAM           | 19 mei 2010       |
| 1500 m               | 4.03,52            | Anna Mishchenko        | UKR           | 12 mei 2011       |
| 5000 m               | 16.30,57           | Tirunesh Dibaba        | ETH           | 2005              |
| 100 m horden         | 12,60 s            | Brigitte Foster-Hylton | JAM           | 25 september 2009 |
| 3000 m steeplechase  | 9.24,51            | Ruth Bosibori          | KEN           | 3 october 2007    |
| hoogspringen         | 1,94 m             | Zheng Xingjuan         | CHN           | 12 mei 2011       |
| hoogspringen         | 1,94 m             | Marina Aitova          | KAZ           | 12 mei 2011       |
| polsstokhoogspringen | 4,80 m             | Jelena Isinbajeva      | RUS           | 3 oktober 2007    |
| verspringen          | 6,90 m             | Tatjana Lebedeva       | RUS           | 3 oktober 2007    |
| kogelslingeren       | 77,24 m            | Betty Heidler          | GER           | 16 mei 2012       |
| speerwerpen          | 66,37 m            | Maria Abakoemova       | RUS           | 25 september 2009 |

Berlijn (ISTAF) · Dakar (Meeting Grand Prix IAAF de Dakar) · Hengelo (Fanny Blankers-Koen Games) · Kingston (Jamaica International Invitational) · Madrid (Meeting de Atletismo Madrid) · Melbourne (Melbourne Track Classic) · Moskou (Moskou Challenge) · Ostrava (Golden Spike Ostrava) · Peking (Beijing World Challenge) · Ponce (Ponce Grand Prix de Atletismo) · Rabat (Meeting International Mohammed VI d'Athlétisme) · Rieti (Rieti Meeting) · Rio de Janeiro (Grande Premio Brasil Caixa de Atletismo) · Tokio (Seiko Golden Grand Prix) · Zagreb (Hanžeković Memorial)